# Велариум

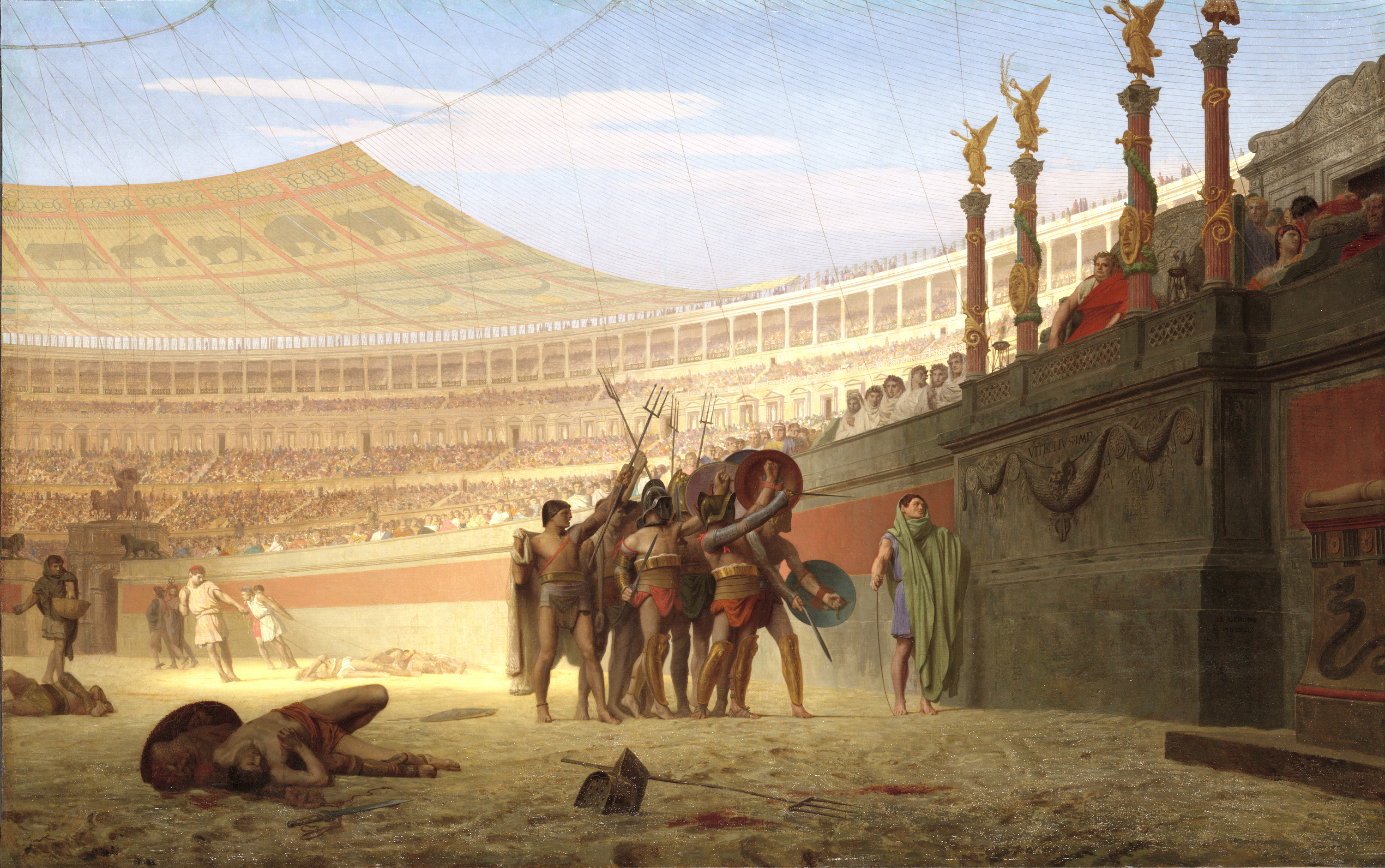
Колизей с натянутым велариумом на картине Ж.-Л. Жерома «Гладиаторы перед Вителлием» (1859)

Вела́риум, или вела́рий (лат. vēlārium; мн. ч. vēlāria) — тент или навес, которым в Древнем Риме прикрывали сверху театр или амфитеатр для предохранения зрителей от палящих лучей солнца или от непогоды.
Обычай покрывать театры сверху матерчатым тентом впервые ввели кампанцы. Квинт Лутаций Катул Капитолин ввёл данный обычай и в Риме, а Публий Корнелий Лентул Спинтер заменил использовавшуюся ранее более грубую ткань на тончайшее льняное полотно.

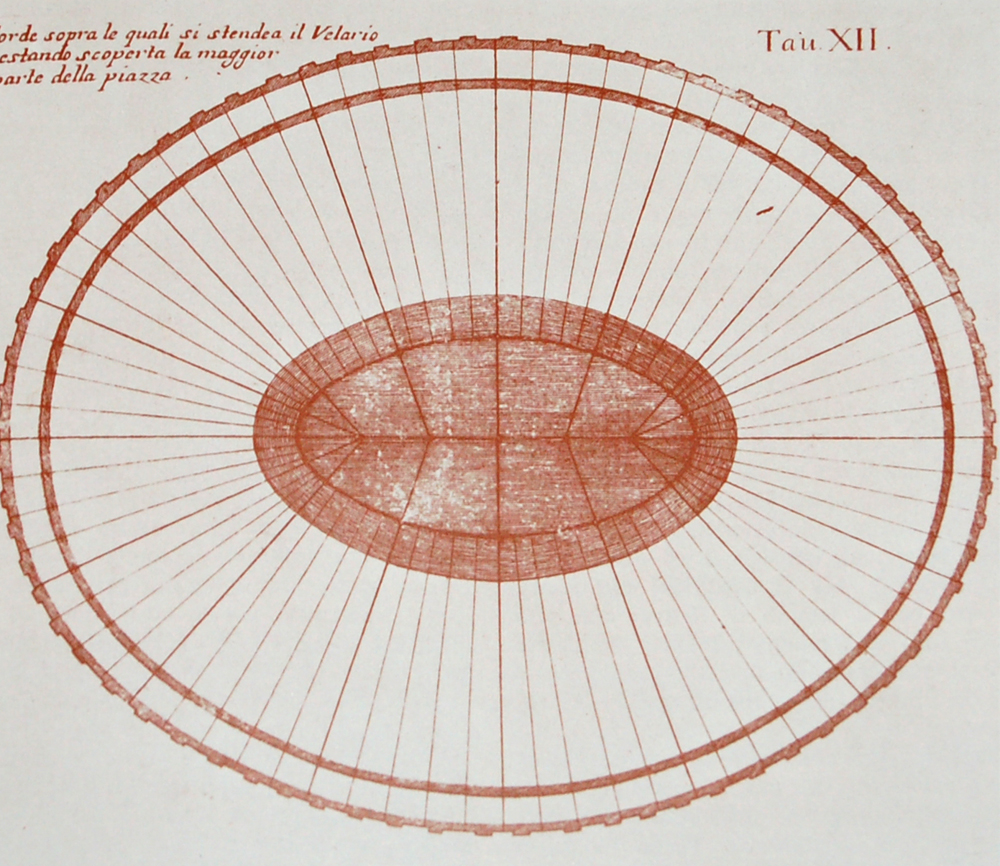
Реконструкция велариума амфитеатра Арена ди Верона, выполненная итальянским искусствоведом Сципионе Маффеи

Наиболее известным примером применения велариума стал самый большой амфитеатр античного мира — римский Колизей, построенный в 72—80 гг. н. э. Для натягивания велариума во время проводимых на арене представлений на верхнем ярусе Колизея были установлены вертикальные мачты, к которым, в свою очередь, крепили с помощью канатов горизонтальные реи, нависающие над местами для зрителей. Специально обученные матросы императорского флота натягивали на реях велумы (один тент на каждые две реи). Существует предположение о происхождении подобной конструкции от аналогичных устройств для подъёма корабельных парусов. Во многих местах внешнего карниза и сейчас видны отверстия, через которые проходили мачты, упиравшиеся нижним концом в выступающие из стены кронштейны. В 2015 г. международная группа историков и инженеров-энтузиастов провела эксперимент — реконструкцию натягивания такого велария. Работа оказалась не из лёгких, но косвенно подтвердила гипотезу технологии велариев.
Плиний Старший писал: «ничто в Риме, даже гладиаторский бой, не удивляло так сильно, как гигантский тент, натянутый над Колизеем». Один из современных исследователей истории тентовой архитектуры, О. В. Мыскина, отмечает, что эти слова Плиния «как бы предвосхищают эмоции, вызываемые произведениями тентовой архитектуры XXI века».
В переносном смысле слово «велариум» используется также в зоологии: так называют мускулистую мембрану на краю колокола кубомедуз, сокращения которой позволяют эффективно управлять направлением реактивной струи при перемещении медузы.